# راندولف (نيويورك)
راندولف (بالإنجليزية: Randolph village, New York)‏ هي قرية تقع بولاية نيويورك في الولايات المتحدة. تبلغ مساحتها 8.45 كم2، وترتفع عن سطح البحر 389 م، بلغ عدد سكانها 1,286 نسمة في عام 2010 حسب إحصاء مكتب تعداد الولايات المتحدة وتصل الكثافة السكانية فيها 152.2 نسمة لكل كيلومتر مربع (394.2/ميل2).

## التركيبة السكانية
حدّد مكتب تعداد الولايات المتحدة بيانات التركيبة السكانية لراندولف في تعداد الولايات المتحدة. في ما يلي، التركيبة السكانية حسب تعدادي 2000 و2010.

### تعداد عام 2000
بلغ عدد سكان راندولف 1,316 نسمة بحسب تعداد عام 2000، وبلغ عدد الأسر 550 أسرة وعدد العائلات 343 عائلة مقيمة في القرية. في حين سجلت الكثافة السكانية 155.7 نسمة لكل كيلومتر مربع (403.3/ميل2). وبلغ عدد الوحدات السكنية 590 وحدة بمتوسط كثافة قدره 69.8 لكل كيلومتر مربع (180.8/ميل2).
وتوزع التركيب العرقي للقرية بنسبة 98.48% من البيض و0.15% من الأمريكيين الأفارقة و0.38% من الأمريكيين الأصليين و0.08% من سكان جزر المحيط الهادئ و0.91% من عرقين مختلطين أو أكثر و0.08% من الهسبانيون أو اللاتينيون من أي عرق.
بلغ عدد الأسر 550 أسرة كانت نسبة 31.1% منها لديها أطفال تحت سن الثامنة عشر تعيش معهم، وبلغت نسبة الأزواج القاطنين مع بعضهم البعض 47.5% من أصل المجموع الكلي للأسر، ونسبة 12.2% من الأسر كان لديها معيلات من الإناث دون وجود شريك،  بينما كانت نسبة 2.7% من الأسر لديها معيلون من الذكور دون وجود شريكة وكانت نسبة 37.6% من غير العائلات. تألفت نسبة 32.9% من أصل جميع الأسر من عدة أفراد يعيشون في نفس المنزل ونسبة 16% كانت تتألف من شخص يعيش بمفرده يبلغ من العمر 65 عاماً أو أكثر. وبلغ متوسط حجم الأسرة المعيشية 2.37، أما متوسط حجم العائلات فبلغ 3.00.
بلغ العمر الوسطي للسكان 39.2 عاماً. وكانت نسبة 24.8% من القاطنين تحت سن الثامنة عشر، وكانت نسبة 8% بين الثامنة عشر والرابعة والعشرين عاماً، ونسبة 25.2% كانت واقعةً في الفئة العمرية ما بين الخامسة والعشرين والرابعة والأربعين عاماً، ونسبة 23.6% كانت ما بين الخامسة والأربعين والرابعة والستين، ونسبة 17.5% كانت ضمن فئة الخامسة والستين عاماً فما فوق. يوجد لكل 100 أنثى 84.6 ذكر، ويوجد لكل 100 أنثى في الثامنة عشر من عمرها فما فوق 82.4 ذكر.
بلغ متوسط دخل الأسرة في القرية 32,679 دولارًا، أما متوسط دخل العائلة فبلغ 39,861 دولارًا. وكان متوسط دخل الذكور 30,750 دولارًا مقابل 21,250 دولارًا للإناث. وسجل دخل الفرد الخاص بالقرية 17,812 دولارًا. وكانت نسبة 3.7% من العائلات ونسبة 6% من السكان تحت خط الفقر، وكان من هؤلاء نسبة 9.3% تحت سن الثامنة عشر ونسبة 6% في الخامسة والستين من العمر وما فوق.

### تعداد عام 2010
بلغ عدد سكان راندولف 1,286 نسمة بحسب تعداد عام 2010، وبلغ عدد الأسر 502 أسرة وعدد العائلات 323 عائلة مقيمة في القرية. في حين سجلت الكثافة السكانية 152.2 نسمة لكل كيلومتر مربع (394.2/ميل2). وبلغ عدد الوحدات السكنية 563 وحدة بمتوسط كثافة قدره 66.6 لكل كيلومتر مربع (172.5/ميل2).
وتوزع التركيب العرقي للقرية بنسبة 97.28% من البيض و0.39% من الأمريكيين الأصليين و0.08% من الأمريكيين ذوي الأصول الآسيوية و0.16% من سكان جزر المحيط الهادئ و0.31% من الأعراق الأخرى و1.79% من عرقين مختلطين أو أكثر و1.71% من الهسبانيون أو اللاتينيون من أي عرق.
بلغ عدد الأسر 502 أسرة كانت نسبة 33.3% منها لديها أطفال تحت سن الثامنة عشر تعيش معهم، وبلغت نسبة الأزواج القاطنين مع بعضهم البعض 43.2% من أصل المجموع الكلي للأسر، ونسبة 15.1% من الأسر كان لديها معيلات من الإناث دون وجود شريك،  بينما كانت نسبة 6% من الأسر لديها معيلون من الذكور دون وجود شريكة وكانت نسبة 35.7% من غير العائلات. تألفت نسبة 29.5% من أصل جميع الأسر من عدة أفراد يعيشون في نفس المنزل ونسبة 12.9% كانت تتألف من شخص يعيش بمفرده يبلغ من العمر 65 عاماً أو أكثر. وبلغ متوسط حجم الأسرة المعيشية 2.48، أما متوسط حجم العائلات فبلغ 3.01.
بلغ العمر الوسطي للسكان 38.9 عاماً. وكانت نسبة 26.2% من القاطنين تحت سن الثامنة عشر، وكانت نسبة 8.3% بين الثامنة عشر والرابعة والعشرين عاماً، ونسبة 23.7% كانت واقعةً في الفئة العمرية ما بين الخامسة والعشرين والرابعة والأربعين عاماً، ونسبة 23.6% كانت ما بين الخامسة والأربعين والرابعة والستين، ونسبة 18.1% كانت ضمن فئة الخامسة والستين عاماً فما فوق. وتوزع التركيب الجنسي للسكان بنسبة 47.9% ذكور و52.1% إناث.